# 小原博
小原 博（こはら ひろし、1946年1月2日 - ）は、日本の経営学者・マーケティング学者。拓殖大学名誉教授。博士（商学）。マーケティング史学会会長、日本商業学会名誉会員。
マーケティング史、マーケティング学説史等、マーケティングに関する歴史的研究のリーダーの一人。

## 略歴
東京都板橋区生まれ。東京都立第四商業高等学校、拓殖大学商学部経営学科卒業。同大学院商学研究科修士課程修了、博士課程単位取得満期退学（中西寅雄の最後の門下）。拓殖大学商学部教授、商学部経営学科長、経営経理研究所長、図書館長、大学院商学研究科委員長、拓殖大学評議員を歴任。その間、イリノイ大学アーバナ・シャンペーン校客員研究員、慶應義塾大学商学部講師（マーケティング史担当）、神奈川大学経済学部講師（マーケティング担当）なども務めた。
1995年『日本マーケティング史』で経営科学文献賞、2006年『日本流通マーケティング史』で日本流通学会賞、2013年『アメリカ・マーケティングの生成』で日本流通学会賞を受賞。また、日本商業学会理事、日本経済学会連合評議員、マーケティング史研究会世話人、日本流通学会会計監事、日本消費経済学会理事等を歴任。

## 主たる著書

### 単著
- 『マーケティング生成史論』（税務経理協会、1987年。増補版・1991年）
- 『日本マーケティング史－現代流通の史的構図－』（中央経済社、1994年）
- 『基礎コース マーケティング』（新世社、1999年。第2版・2004年。第3版・2011年）
- 『日本流通マーケティング史－現代流通の史的諸相－』（中央経済社、2005年）
- 『アメリカ・マーケティングの生成』（中央経済社、2012年）

### 共著
- 『現代マーケティング入門』（中央経済社、1980年）
- 『消費経済の展望』（渓水社、1982年）
- 『現代企業の情報とコミュニケーション』（創成社、1985年）
- 『グローバル化時代の企業経営』（同文舘出版、1991年）
- 『マーケティング学説史－アメリカ編－』（同文舘出版、1993年。増補版・2008年）
- 『日本のマーケティング－導入と展開－』（同文舘出版、1995年）
- 『現代企業の経営学』（八千代出版、1995年）
- 『マーケティング学説史－日本編－』（同文舘出版、1998年。増補版・2014年）
- 『企業と環境』（税務経理協会、1999年）
- 『21世紀社会の企業情報』（創成社、2000年）
- 『マーケティングへの歴史的視角』（同文舘出版、2000年）
- 『日本の流通100年』（有斐閣、2004年)
- 『日本経営史の基礎知識』（有斐閣、2004年）
- 『外国経営史の基礎知識』（有斐閣、2005年）
- 『現代アメリカのビッグストア』（同文舘出版、2006年）
- 『日本企業のマーケティング』（同文舘出版、2010年）
- 『海外企業のマーケティング』（同文舘出版、2010年）
- 『マーケティング学説史－アメリカ編Ⅱ－』（同文舘出版、2019年）